# Малък ястреб
Малкият ястреб или ястреб врабчар, пилищар, пильок, птичарка (Accipiter nisus) е сравнително дребен представител на семейство Ястребови (Accipitridae).

## Физически характеристики
Мъжкият има дължина на тялото 29 – 34 cm, размах на крилете 59 – 64 cm, а женската съответно, дължина на тялото 35 – 41 cm и размах на крилете 67 – 80 cm. Тежи 150 – 300 гр. Има изразен полов диморфизъм, женската е по-едра. Мъжкият е тъмносив отгоре, белезникав с ръждивокафяви препаски отдолу. Бузите са светлокафяви, веждите сиви, а опашката е с 4 – 5 черни ивици. При женската веждите са бели, а препаските отдолу – чернокафяви. Ирисът на окото и при двата пола е жълт. Младите наподобяват женската, но отгоре и по бузите са кафяви, веждите са слабо очертани, а гърдите са с кафяви препаски. От късопръстия ястреб може трудно да се отличи по характерните светли върхове на първостепенните махови пера, едноцветното белезникаво гърло при всички възрасти, кафявите бузи и светлите вежди при женските. Издавани звуци: В брачен полет – провлачено „кю-кю“, в гнездото – силно „кик-кик“, при опасност – отривисто „кирк“.

## Разпространение
Прелетна птица. Среща се в Европа (включително България), Азия и Африка. Обитава гористи местности.

## Подвидове
- A. n. dementjevi
- A. n. granti
- A. n. melaschistos
- A. n. nisosimilis
- A. n. nisus
- A. n. punicus
- A. n. wolterstorffi

## Начин на живот и хранене
Хищна птица, храни се предимно с дребни птици, като домашно врабче, скорец и др. Наблюдавани са възрастни и опитни ястреби, които си „играят“ с малки птички високо във въздуха, като в тези случаи тази „игра“ се превръща в смъртоносна за птичката. През размножителния период, както и други хищни птици, мъжкият ястреб подава във въздуха умъртвената от него жертва на женската, която се обръща в полет „по гръб“ и хваща в ноктите си жертвата. Това подаване от своя страна представлява интересната любовна игра.

## Размножаване
Гнезди по дърветата, като предпочита изоставени гнезда на вранови птици. Снася 4 – 6 яйца. Мъти 33 дни само женската, докато мъжкият се грижи за храната. Малките напускат гнездото на около 30 дневна възраст, когато са напълно оперени. Както при по-голяма част от грабливите птици се наблюдава канибализъм сред малките, което води до спад в числеността му. Годишно отглежда едно люпило.

## Природозащитен статут
- Червен списък на световнозастрашените видове (IUCN Red List) – Незастрашен (Least Concern LC)[4]

На територията на България е защитен вид.

## Допълнителни сведения
Ястребите предпочитат да си почиват на някой клон и да дебнат, нападат от засада, за разлика от соколовите, които стоят дебнат от въздуха.